# Тварди-Руґ
Тварди-Руґ (пол. Twardy Róg) — село в Польщі, у гміні Августів Августівського повіту Підляського воєводства.
У 1975-1998 роках село належало до Сувальського воєводства.